# تاريخ المتاحف الطبية

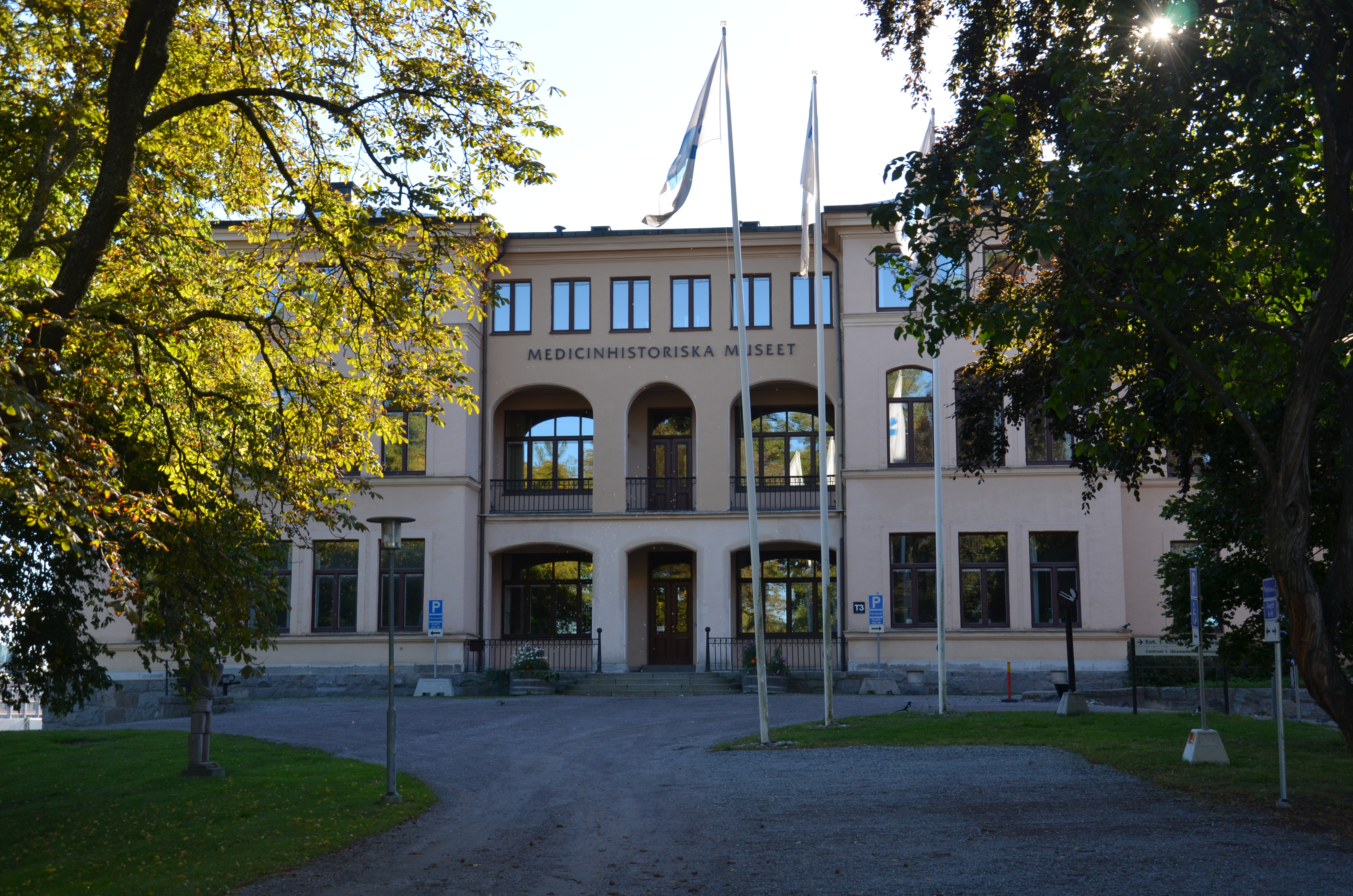
تاريخ متحف الطب ، ستوكهولم

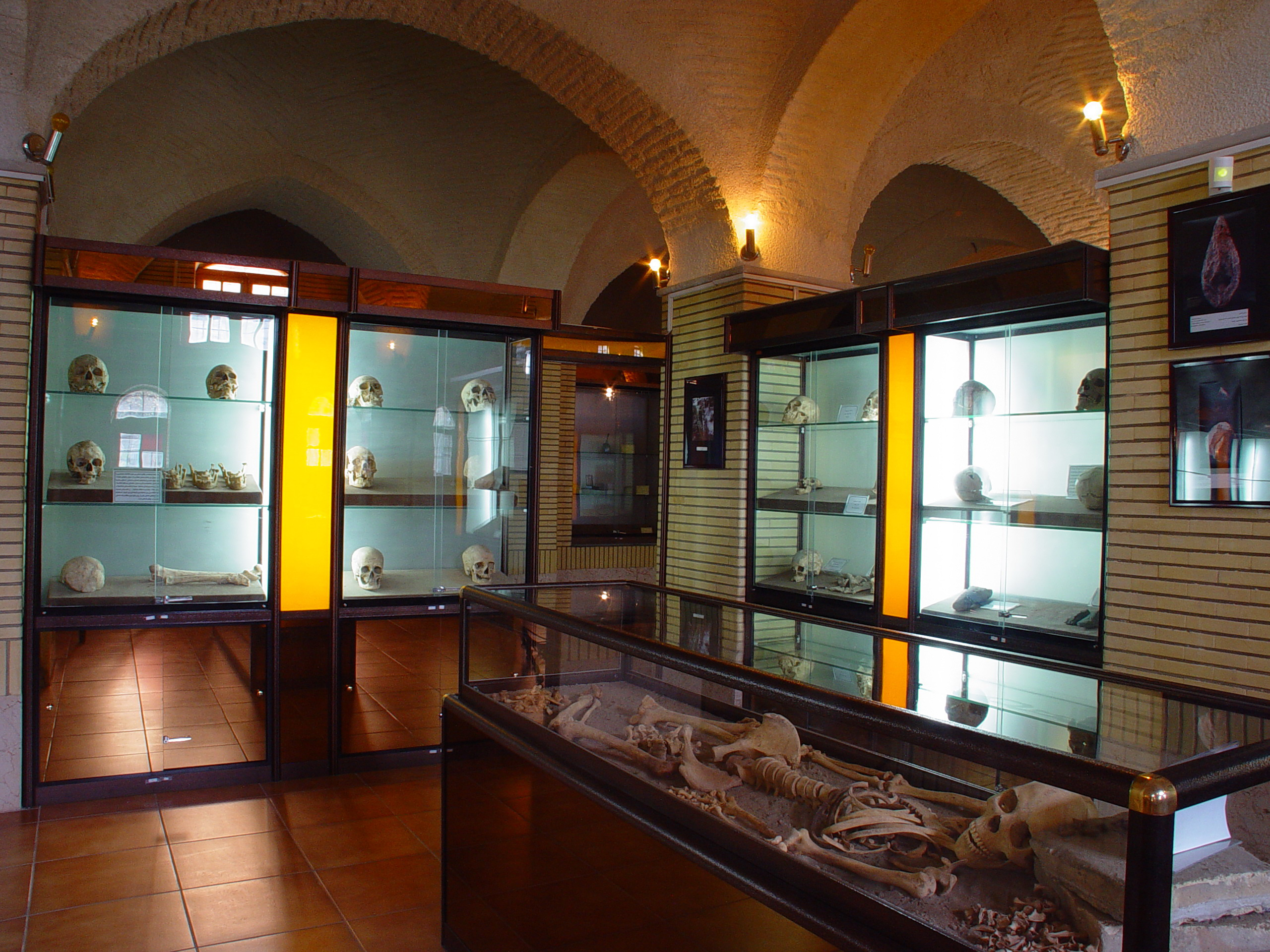
معرض في متحف تاريخ الطب بجامعة طهران.

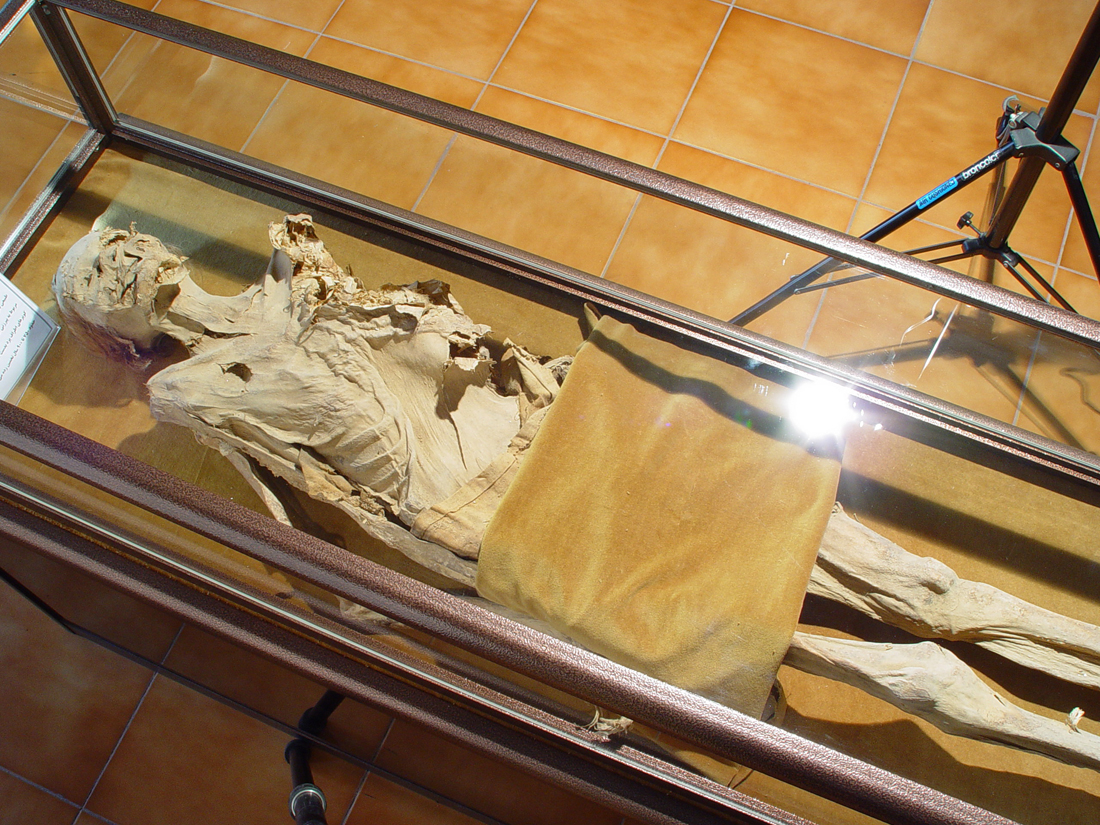
هيكل عظمي في المتحف الوطني الإيراني للعلوم الطبية ، طهران

المتحف الطبي هو مؤسسة تقوم بتخزين وعرض المنتجات ذات أهمية تاريخية وعلمية فنية أو اهتمامات ثقافية والتي ترتبط بالطب أو الصحة. وغالبا ما يتضمن العرض نماذج وأدوات وكتب ومخطوطات بالإضافة إلى الصور الطبية والتقنيات المستخدمة لالتقاطها (مثل آلة الأشعة السينية). تعكس بعض المتاحف مجالات طبية متخصصة مثل، طب الاسنان، والتمريض، وتاريخ مستشفيات معينة وصيدليات تاريخية.
تتضمن المنظمات المهنية للمتاحف الطبية جمعية المتاحف الطبية والتي بدورها تنشر العلامة المائية(المنشور الفصلي لأمناء المحفوظات وأمناء المكتبات في تاريخ العلوم الصحية)  ومتاحف لندن للصحة والطب.

## التاريخ
ترتبط العديد من المتاحف الطبية بمزودي التدريب الطبي، مثل المدارس أو الكليات الطبية وغالبا ما يتم استخدام مجموعاتهم في التعليم الطبي والتي كانت في الغالب خاصة «تمنح حرية الدخول فقط للطلاب والأطباء الممارسين».
تستمر نقطة البداية لجميع الاعتبارات المتعلقة بالتطور التاريخي للمتاحف الحديثة في حل مشكلتان رئيسيتان، مشكلة الجمع والمؤسسات.

### الجمع
تعتبر عملية الجمع شرطًا أساسيا لوجود المتحف، ويعد جمع عناصر معينة والحفاظ عليها شرطًا مسبقًا لإنشاء مجموعة. وبذلك، كان الجمع في كثير من الأحيان هو الأساس الذي تشكلت عليه مجموعات مهمة عبر التاريخ. وهكذا، على سبيل المثال جمع مجموعة متنوعة من الأشياء، من الأعمال الفنية، من خلال الأدوات العلمية، والاختراعات التقنية إلى النوادر الطبيعية، كان مرتبطًا ارتباطًا وثيقًا بالفتوحات الرومانية، والتي...
بعد غزو اليونان وآسيا في القرن الثاني قبل الميلاد، أدى الاهتمام الكبير بالتراث الثقافي اليوناني الذي تم نقله إلى روما إلى إنشاء المجموعات والمكتبات والحدائق النباتية الخاصة والعامة أيضًا.
بالإضافة إلى تجميع الأشياء النادرة والجميلة، قام هواة التجميع بجمع أدوات طبية والعديد من القطع الفنية ليست فقط في مجموعات الأطباء والصيادلة ولكن بشكل متقطع إلى حد ما توجد في المكاتب والكنائس والمنازل. يشير هذا في المقام الأول إلى الأشياء التي تُنسب إلى السمات السحرية والدينية والعلاجية (الآثار، بزوار، الشعاب المرجانية وأشياء من أنياب حريش البحر)، إلخ.
كانت المجموعات والتي بدأت خلال تطور الحضارة البشرية علاجا شعبيا، كأحد اقدم أشكال العلاج البدائية في بلاد ما بين النهرين وفي اليونان القديمة والامبراطورية الرومانية وما إلى ذلك، كما تم تشكيل المجموعات الأولى لهواة الجمع حتى قبل ظهور خزانات عصر النهضة النادرة - التي تعتبر رواد المتاحف الحديثة. على الرغم من أن التجميع وحده لا يؤدي دائمًا بالضرورة إلى إضفاء الطابع المؤسسي عليه، وعلى أساس المعرفة الحالية، والدراسات حول تقديم تاريخ المتحف، إلا أن هذه المشكلات مترابطة.
وبناء على ذلك، لقد اكتشفت المتاحف الطبية أولويات الأفراد في التجميع، والتي كانت في الغالب قاعدة أساسية الذي تشكلت عليه عليها المجموعات الطبية المهمة عبر التاريخ، وهي المتاحف الطبية التي نعرفها اليوم.

## المتاحف الأولى
على غرار ليسيوم أرسطو، تم إنشاء مؤسسات مماثلة في الإسكندرية، بيرغامون، سيراكيوز، صقلية، ورودس، لكن الذي يوجد في الإسكندرية،  كان معروفا باسم متحف الإسكندرية، ووصل إلى أعظم مجده.

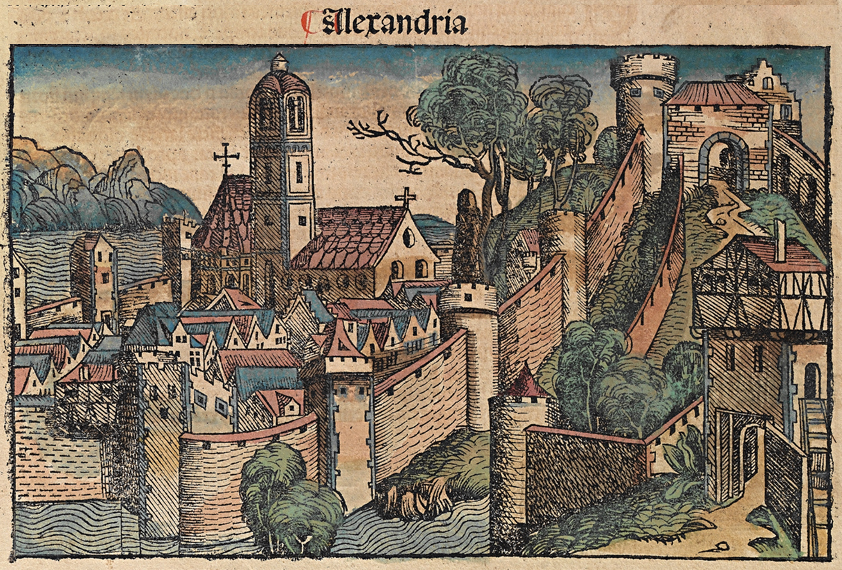
الإسكندرية ، هي المدينة التي تأسست فيها المدرسة التجريبية، والتي كان لها أيضًا مجموعتها الطبية الخاصة

كانت تعتبر المكتبة التي تم انشاءها في مدرسة الإسكندرية للطب واحدة من أوائل المتاحف التي تحتوي على المجموعة الطبية. كان هناك شك حول كون أن مكتبة الإسكندرية مؤسسة موحدة أم لا. كما إنها غير محددة إذا كانت مؤسسها بطليموس الأول سوتر 20 أو ابنه بطليموس فيلادلفيا. كما أنه تشير الدراسات إلى أن ديمتريوس من فاليرون، الفيلسوف المتجول وتلميذ ثيوفراستوس، وربما أرسطو، الذي بدأ في جمع الكتب للمكتبة من جميع أنحاء العالم في عهد بطليموس الأول سوتر، لعبوا دورًا مهمًا في تأسيس المكتبة. ترتبط فكرة إنشاء مكتبة تحتوي على أعمال ذات مستوى عالمي بالسياسة للاكسندر الأكبر والتي كانت قريبة من البطالمة. يؤمن الأسكندر بأن هيمنة العالم تتطلب معرفة التفكير ولغة مختلف الحضارات من خلال دراسة نصوصهم.
ليس فقط علماء الرياضيات والفيزياء وعلماء الفلك والمخترعون والفلاسفة، كأرخميدس وأرستارخوس الساموس وإقليد وإراتوستينس، هم الذين اكتشفوا شهرة في متحف الإسكندرية عبر التاريخ، ولكن أيضًا الأطباء. بفضل Herophil of Chalcedon (335 - 280 قبل الميلاد) و Erasistratus of Samos (330 - 250 قبل الميلاد)
في داخل هذا المتحف، أنشأت مدرسة الإسكندرية لطب وأصبحت ذات صيت عال بإنجازاتها خصوصا في مجالات علم التشريح وعلم وظائف الأعضاء. فقد كان Heprophy، أول طبيب يقوم بفحص جسم الإنسان من خلال تشريح الجثة وتشريح الأحياء، وإنشاء طريقة علمية ووصف بنية العديد من الأعضاء الذي تأثر على الأرجح بالتقاليد المصرية لتحنيط الجسد.

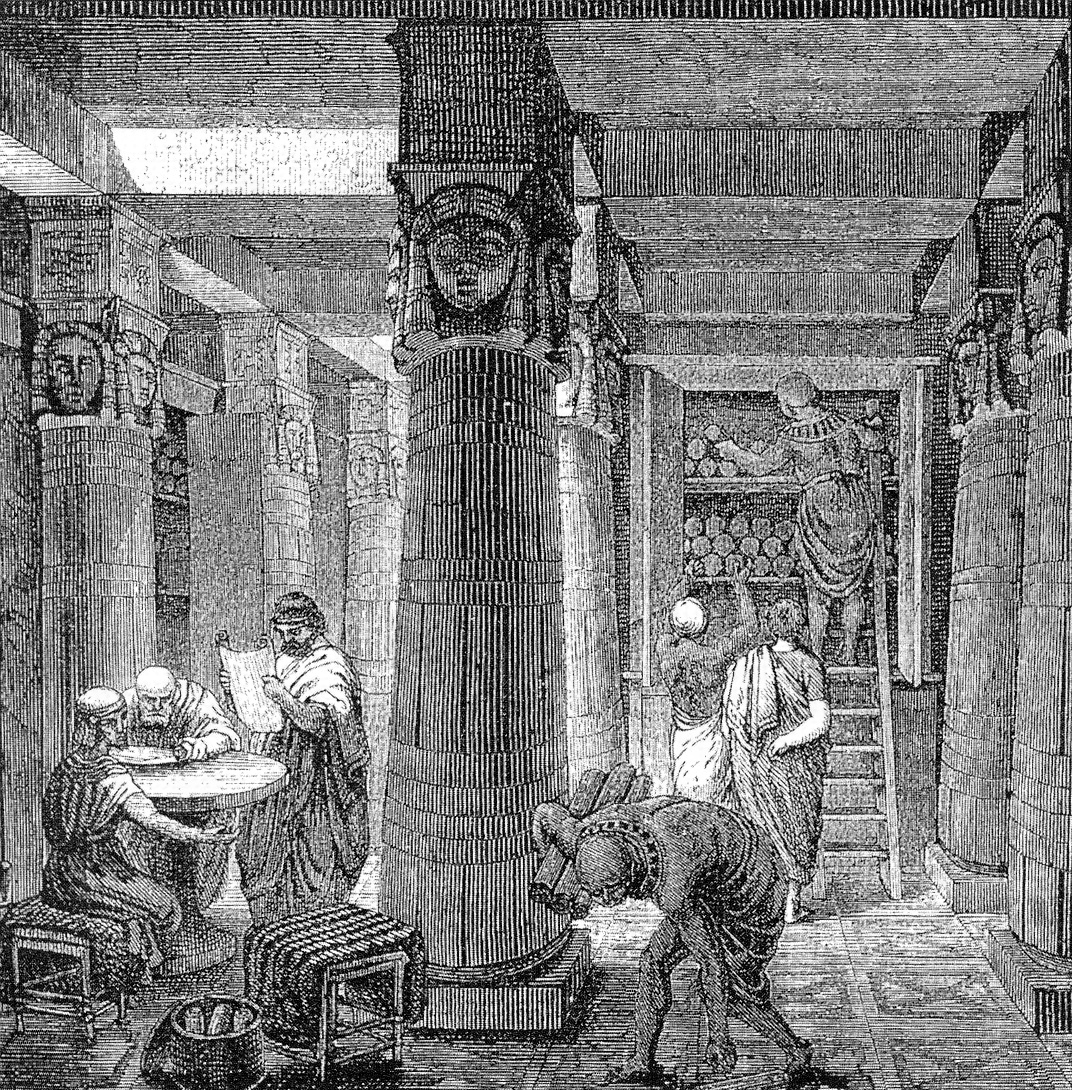
كانت مكتبة الإسكندرية كنزًا دفينًا لحوالي 700000 لفة مكتوبة (من بين جميع أغنى المعارف البشرية حتى الآن ، أغنى في العالم)

كان المتحف في الإسكندرية كجزء لا يتجزأ من معهد أو جامعة، مكان للاجتماع من مختلف الحضارات والنقاشات والاكتشافات العلمية، ومكان لتعلم و «التركيز» معرفة حضارة الهلنستي لأنه كما قال بومجان، لم يكن متحف فقط بالمعنى المتداول حاليا للكلمة ولكن «لا يدين بمجده لأي مجموعة، بل إلى مكتبته ومجموعة العلماء الذين شكلوا مجتمعًا داخل أسواره»، وعلى الرغم من انه تحت مسمى جمع الفن هناك وجهات نظر عديدة في متحف الإسكندرية.
عندما احتل الجيش الإسلامي الإسكندرية في عام 642، بعد خسارة الجيش البيزنطي في معركة هليوبوليس، سأل القائد الخليفة عمر بن الخطاب، عما يجب فعله بالمتحف والمكتبة أو الكتب. جاوب الخليفة عمر بن الخطاب برده المشهور «هم إما مخالفون للقرآن، أي أنهم هرطقة، أو يتفقون معه، أي أنهم غير مهمين».
في عام 2002، تم إنشاء أحد عشر متجرا من الزجاج والخرسانة على الساحل حيث تقع الآثار. على الجدار الجرانيتى المواجه للجنوب، تم نقش حروف معظم الكتب المقدسة، وهو نوع من الترويج للتنوع الوطني والثقافي واللغوي المحفوظ في هذا المبنى. لديها أكبر غرفة قراءة عامة في العالم، بالإضافة إلى غرف متخصصة: كتب الأطفال والكتب النادرة والمخطوطات والميكروفيلم. يعد المتحف جزءًا لا يتجزأ منه، وقد تم تصميمه أيضًا على غرار العصور القديمة</nowiki></ref>

### خزائن نادرة
ظهرت الخزائن النادرة أو الأستوديو الإيطالي في الوسط الثقافي لعصر النهضة والتي بدورها أنشأت نموذج جديدا للبحث. نظرا أن فترة النهضة كانت فترة حاسمة لتطور العلوم الطبية، وأساسيات علم التشريح والذي كان لا يزال قائمًا على تعاليم جالينوس في القرن الثاني، كانت المواد الطبية في مكاتب عصر النهضة أكثر عددًا وتنوعًا مما كانت عليه في خزائن العصور الوسطى. بالإضافة إلى الأجزاء المحنطة من جسم الإنسان وبقايا الهيكل العظمي، كان هناك المزيد والمزيد من الأدوات الطبية والعلمية في المجموعات.
وعلى عكس ذلك، كانت خزانة النوادر نفسها عادةً واحدة أو أكثر من الغرف المربعة أو المستطيلة، المترابطة، وتحمل فنية وطبيعية لها «سمات نادرة وغير عادية»، مع تقسيم المجموعات إلى صناعة فنية ((باللاتينية: curiosa) artificalia)‏ ((باللاتينية: curiosa naturalia)‏).

## المتاحف في القرن التاسع عشر وأوائل القرن العشرين
في نهاية القرن 19 وبداية القرن 20، تم تطوير مفهوم جديد للمتاحف الطبية والذي تأثرت بشكل واسع بالتطور العلمي والصناعي على عكس التعليم والذي كان له تأثير ضار على حياة وصحة الطبقة العاملة في العالم الغربي. أدى تصنيع البلدان الفردية بالتزامن مع ارتفاع هجرة السكان إلى البلدان الصناعية الكبيرة إلى التنمية المتزايدة وتوحيد المدن، بالإضافة إلى تعرضها للأمراض بشكل متزايد، وذلك بسبب الظروف الصحية سيئة في المصانع ومستوطنات العمال. في ظل الظروف الجديدة، حدث تطور كبير للمتاحف كجزء من الثقافة العامة وذاكرة الشعب، ومن بينها المتاحف الطبية الأولى والتي تخص عامة الناس، والكثير من الأمور أخرى، بهدف تثقيف السكان إلى جانب المتاحف الطبية، طلب من الزوار اكتساب معرفة جديدة عن بنية جسم الإنسان، وعمل أعضاءه وأجهزة الجسم، ومعلومات حول أنماط الحياة الصحية وعن الأمراض المعدية وطرق الوقاية منها. ولأجل تقريب معرضهم من العديد من  الزوار الذين يحملون مستويات علمية مختلفة، استخدموا معارض متحف تفاعلية، باستخدام تقنيات حديثة والتي تهدف إلى التواصل مع الجمهور، مؤتمرات صوتية مسجلة المحتوى ومذكرات وشرائح وأفلام ونماذج لجسم الإنسان وأكثر.

## المناقشات الأخلاقية
أثارت المعارض الطبية ذات المستوى الرفيع مثل معرض عوالم الجسم، الجدل حول أخلاقيات وقيمة هذه المعارض. كما سعى المؤرخون مثل صمويل البرتي إلى وضع هذا «التوتر بين التعليم والإحساس» في سياق تاريخي أوسع للعروض استثنائية وعروض التشريح.
شاركت العديد من المشاريع مثل  Exceptional & Extraordinary في مثل هذا الجدل واستخدمت كمنصة لتأكد من سلوكياتنا اتجاه الاختلافات وتهدف إلى تحفيز النقاش حول الاثار المترتبة للمجتمع الذي يقدر حياة البعض أكثر من الاخرين.